# Waverly (Kentucky)
Waverly es una ciudad ubicada en el condado de Union en el estado estadounidense de Kentucky. En el Censo de 2010 tenía una población de 1.319 habitantes y una densidad poblacional de 443,73 personas por km².

## Geografía
Waverly se encuentra ubicada en las coordenadas 37°42′35″N 87°48′54″O / 37.70972, -87.81500. Según la Oficina del Censo de los Estados Unidos, Waverly tiene una superficie total de 0.69 km², de la cual 0.69 km² corresponden a tierra firme y (0.37%) 0 km² es agua.

## Demografía
Según el censo de 2010, había 308 personas residiendo en Waverly. La densidad de población era de 443,73 hab./km². De los 308 habitantes, Waverly estaba compuesto por el 92.86% blancos, el 5.84% eran afroamericanos, el 0% eran amerindios, el 0% eran asiáticos, el 0% eran isleños del Pacífico, el 0% eran de otras razas y el 1.3% pertenecían a dos o más razas. Del total de la población el 0.65% eran hispanos o latinos de cualquier raza.